# قتاد ملون القمة
القَتَاد ملون القمة (باللاتينية: Astragalus chlorostegius) نوع نباتي عشبي من جنس القتاد.

## البيئة والانتشار
موطنه بلاد الشام وتركيا والقوقاز.